# Морський півень сірий
Морський півень сірий або тригла сіра (Eutrigla gurnardus) — вид скорпеноподібних риб родини триглові (Triglidae). Занесений в Червону книгу України.

## Опис
Свою назву вона отримала через зовнішній вигляд: її яскраво забарвлені грудні плавці, переливаючись на світлі строкатим забарвленням, роблять рибу схожою на півня сухопутного. Цікаво те, що грудні плавці мають по три окремо стоять пальцевидних нижніх променя, які допомагають рибі переміщатися, немов ходити, по дну. При вигляді видобутку, морський півень відштовхується своїми «ногами», щоб зробити кидок і завдати різкого удару.
Лоб морського півня плоский і досить великий, верхня губа розділена на дві частини і виступає над нижньою. Голова без луски, крізь тонку шкіру добре проглядається потужний кістковий панцир. На лобі в глибоких очницях сидять великі, рухливі очі, над якими стирчать гострі шипи, що нагадують ріжки, — вони служать півневі засобом захисту від інших хижаків. По всій довжині веретеноподібні тіла тягнуться дві лінії шипів, схожих на пилки. Між ними розташований спинний плавець, який складається з двох частин — передньої короткою, але високою, і майже доходить до основи хвоста задній. Роздвоєний хвіст сильно розвинений. Це досить велика риба для басейну Чорного моря: досягає в довжину 30 см. Вага її може становити 5,5 кг.
Вражає забарвлення морського півня, в якій переважають цегляно-червоні кольори, ближче до хвоста переходять у коричневі. Нижня частина тіла має сріблясто-білий або світло-рожевий колір. Грудні плавці також не без особливостей: зовні вони пофарбовані в один тон з черевом і в складеному положенні доходять майже до хвоста. Але якщо їх розгорнути, ви побачите, що верхня поверхня плавника, пофарбована в синювато-сірий колір, переходить в лілові тони. Вздовж всієї кромки плавника, майже на його кінці, розташована блакитна, дуже красива смужка, а кромка, в свою чергу, має облямування у вигляді червоної смужки. Під час нересту забарвлення самців стає особливо строкатій і яскравою.

## Поширення
Вид є мешканцем східної частини Атлантичного океану, Середземного моря та Чорного моря

## Поведінка
Чорноморський півень мешкає на глибинах 10-60 м. Його молодь заселяє менші глибини — 2-20 м. Чутливий до температури води, тому біля берегів зустрічається з кінця квітня до середини жовтня. Веде придонний спосіб життя, віддаючи перевагу піщаний ґрунт. Період розмноження розтягнутий і, ймовірно, відбувається цілий в різних частинах ареалу.
Морський півень, крім усього іншого, видає добре чутні звуки, за якими можна визначити його місцезнаходження.

## Живлення
Морський півень — хижа риба. Харчується малорухомими і нерухомими донними тваринами, намацуючи їх променями грудних плавників, а також рибою, креветками і крабами. В процесі полювання «ноги» є незамінним зброєю, за допомогою якого морський півень намацує в піску малорухомі організми. Полює він, як правило, на глибинах від 10 до 20. Вибираючи собі жертву, екзотично розфарбований хижак лежить на дні або під водоростями, найчастіше на їх кордоні з чистою водою. Барабулька або креветка — улюблені ласощі півня. Помітивши безтурботне рибку, він блискавично кидається вперед, не даючи своїй жертві отямитися. Ось тут і виручають його «ноги», за допомогою яких півень робить стрибок, відштовхнувшись ними від дна. При швидкому переміщенні плавники у півня складені і не заважають йому рухатись. Наївшись, півень відпочиває в хащі водоростей. Тихими теплими вечорами півень любить «поганяти» риб'ячий дріб'язок, різко вистрибуючи з води. Розпустивши величезні плавники-крила, що служать йому для ширяючого польоту, він летить у пошуках здобичі над морською поверхнею. Пролетівши метрів 15-20, він плюхається в воду, піднімаючи хмари солоних бризок. Спостерігати стрімкий політ морського півня можна лише після шторму. Кажуть, що хижак розвиває швидкість до 40 км/год або, якщо користуватися морською термінологією, до 20 вузлів.

## Збереження
Морський півень сірий є рідкісним у Чорному морі, тому занесений у Червону книгу України. Лов морського півня категорично заборонений. У разі, якщо така риба випадково попадеться на ваш гачок, вона повинна бути негайно відпущена в море. В інших місцях ареалу має комерційне значення.